# Claude Audran I
Pour les articles homonymes, voir famille Audran et Audran.
Claude Audran I, né à Paris en 1597 environ, et mort à Lyon le 18 novembre 1677, est un graveur français membre de la famille Audran qui a produit plusieurs artistes et graveurs.

## Biographie
Claude I Audran est le fils de Louis Audran, sa date de naissance exacte n'est pas connue. Il a deux frères : l'aîné, Charles  est un graveur renommé, et Louis qui est peintre.
Claude rejoint son frère Charles qui travaille à Lyon. Il s'établit dans cette ville vers 1625. En mars 1625, il se marie avec Denise Duboys. Avec Hélie Fratelard, sa seconde épouse, il est le père de Germain Audran (1631-1710), de Claude Audran II (1639-1684) et de Gérard Audran ou Girard (1640-1703).
Il meurt à Lyon le 18 novembre 1677.

## Œuvre
Claude Audran travaille pour des imprimeurs et libraires lyonnais, il grave des titres de livres, des illustrations, des armoiries, des allégories, et plusieurs portraits.

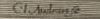
"Claude Audran fecit"

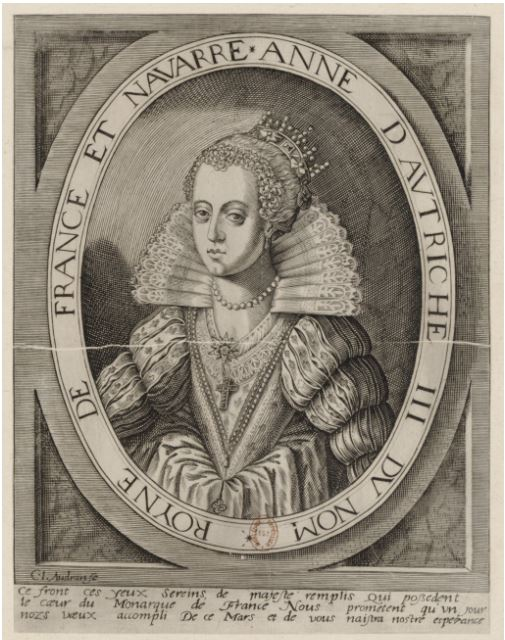
Portrait d' Anne d'Autriche gravé par Claude I Audran